# Coppa Intercontinentale 1997 (marzo) (calcio a 5)
La Coppa Intercontinentale di calcio a 5 del marzo 1997 è stata la prima edizione di tale trofeo nell'ambito del calcio a 5. Tutte le gare sono state disputate a Porto Alegre, in Brasile, sede dell'Inter/Ulbra Porto Alegre. La competizione è stata organizzata dal 10 marzo al 16 marzo 1997.

## Avvenimenti
Il torneo è ricordato soprattutto per la partita surreale tra Barcellona e DiBufala che determinò il primo posto del girone A. Informate dell'inaspettata sconfitta del favorito Ulbra contro il Bunga Melati nel girone B, le due squadre – pressoché certe del passaggio del turno – scesero in campo con l'obiettivo di perdere l'ultimo incontro del girone A, così da classificarsi a loro volta seconde e dunque evitare i brasiliani in semifinale.
La partita rimase in parità (1-1) fino alla fine del secondo tempo quando un giocatore del Barcellona calciò intenzionalmente il pallone nella propria porta. Poco dopo, su un retropassaggio, il portiere spagnolo si scansò dalla traiettoria lasciando entrare nuovamente il pallone. Spiazzati dal comportamento del Barcellona, i giocatori statunitensi iniziarono ad attaccare la propria porta che fu difesa – paradossalmente – dagli spagnoli, portiere incluso. Nonostante ciò, il DiBufala riuscì a siglare un'autorete che fu però annullata per comportamento antisportivo. Per lo stesso motivo l'arbitro ammonì e quindi espulse il portiere statunitense, reo di aver tentato per due volte di segnare nella propria porta. 
L'incontro terminò sul risultato di 3-1 in favore del DiBufala, che dunque si qualificò alle semifinali come prima classificata del girone. Rientrati in albergo, due giocatori del Barcellona furono aggrediti dai tesserati del Peñarol. Sebbene improbabile, una vittoria per 7-0 degli spagnoli avrebbe permesso agli uruguaiani di qualificarsi a discapito degli statunitensi in virtù della migliore differenza reti. 
Nell'imbarazzo generale, Barcellona e DiBufala non furono sanzionati in alcun modo ma la loro prestazione risultò fortunatamente irrilevante per l'assegnazione del trofeo: l'Ulbra superò sonoramente gli statunitensi in semifinale e sconfisse il Barcellona in finale.

## Girone A
| Squadra     | Pti | G | V | N | P | GF | GS |
| ----------- | --- | - | - | - | - | -- | -- |
| DiBufala SC | 7   | 3 | 2 | 1 | 0 | 7  | 4  |
| Barcellona  | 6   | 3 | 2 | 0 | 1 | 14 | 6  |
| Peñarol     | 4   | 3 | 1 | 1 | 1 | 7  | 14 |
| Ford Genk   | 0   | 3 | 0 | 0 | 3 | 8  | 12 |

## Girone B
| Squadra              | Pti | G | V | N | P | GF | GS |
| -------------------- | --- | - | - | - | - | -- | -- |
| Bunga Melati         | 9   | 3 | 3 | 0 | 0 | 17 | 8  |
| Inter/Ulbra          | 6   | 2 | 2 | 0 | 1 | 29 | 9  |
| Boca Juniors         | 3   | 3 | 1 | 0 | 2 | 5  | 12 |
| Universidad de Chile | 0   | 3 | 0 | 0 | 3 | 5  | 27 |

## Semifinali
| Porto Alegre 14 marzo 1997 | FC Barcelona | 7 – 5 | Bunga Melati Tilburg |  |

| Porto Alegre 14 marzo 1997 | Inter/Ulbra | 11 – 0 | DiBufala SC |  |

## Finale
| Porto Alegre 16 marzo 1997 | Inter/Ulbra | 4 – 2 (d.t.s.) | FC Barcelona |  |